# Salt of the Earth
«Salt of the Earth» —en español: «La sal de la tierra»— es una canción de la banda británica The Rolling Stones, incluida en el álbum Beggars Banquet de 1968.

## Composición y grabación
Escrita por Mick Jagger y Keith Richards, la canción se destaca por contar con Richards en la voz principal, cantando el primer verso. Esta fue la segunda pista lanzada oficialmente por The Rolling Stones presentando a Richards cantando. (La primera fue «Something Happened to Me Yesterday» de Between the Buttons).
La letra, escritas principalmente por Jagger, saludan a los trabajadores comunes del mundo. Se destacan por saludar a "la sal de la tierra". pero sugiere ninguna acción para cambiar o mejorar las circunstancias de la gente trabajadora. En una estrofa repetida dos veces, el cantante profesa una distancia de su tema que aparentemente desmiente el sentimiento de los versos.
«Salt of the Earth» es una cita tomada de un pasaje de la Biblia donde Jesús trata de animar a la gente a dar lo mejor de sí mismos ("Vosotros sois la sal de la tierra; pero si la sal se desvaneciere, ¿con qué será salada? No sirve más para nada, sino para ser echada fuera y hollada por los hombres" - Mateo 5:13).
Es también una expresión de duda sobre la base del estatus de "estrella", y sobre el elitismo en general. La evocación de "una masa arremolinada gris, blanca y negra" parece poner en cuestión el maniqueísmo binario, que parece irreal cuando mira de cerca las experiencias particulares de los individuos.
«Salt of the Earth» presenta un gran trabajo acústico de Richards, propio de la mayoría de las canciones de Beggars Banquet. Richards también toca la guitarra slide a través de la canción mientras que Brian Jones, destacado por su habilidad con el slide en trabajos anteriores de la banda, no estuvo presente durante estas sesiones. Cuenta con el coro góspel de Watts Street y el piano de Nicky Hopkins. Estas adiciones, y su prominencia cerca del final de la canción, puede que hayan influenciado en «You Can't Always Get What You Want», canción final del álbum Let It Bleed.
Mientras que algunas canciones de Beggars Banquet fueron grabadas por Jagger y Richards sólo con un grabador entre ellos, «Salt of the Earth» fue registrada en los Olympic Studios de Londres en mayo de 1968. La canción, al igual que todo el álbum, fue producido por Jimmy Miller . Glyn Johns fue el ingeniero de sonido.

## Legado
«Salt of the Earth» sólo ha sido interpretada en vivo cuatro veces y una sobre un playback instrumental.
La primera interpretación filmada fue para la grabación del especial televisivo de 1968 The Rolling Stones Rock and Roll Circus (no lanzado hasta 1996). Sin embargo, esta versión cuenta con Keith Richards y Mick Jagger cantando en vivo mientras están sentados con la audiencia, sonando la fondo la pista instrumental de la versión de Beggars Banquet.
«Salt of the Earth» fue incluida nuevamente en los setlists 21 años más tarde, durante tres actuaciones en Atlantic City, en el Steel Wheels/Urban Jungle Tour. Contaron con la participación especial de Axl Rose y Izzy Stradlin de Guns N' Roses. Ambos tuvieron la posibilidad de elegir canciones para tocar durante el concierto, y cuando eligieron esta, los Stones la habían olvidado y tuvieron que escucharla para recordarla.
Jagger y Richards la interpretaron como un dúo para el "El concierto para la Ciudad de Nueva York" de 2001, conmemorando a los caídos del 11 de septiembre de 2001, aunque cambiaron la letra para hacer su mensaje más positivo.
Su última actuación fue en el Twickenham Stadium de Londres, el 20 de septiembre de 2003 durante el Licks Tour.
Salt of the Earth es también el título de un documental de la banda del A Bigger Bang World Tour de 2005 y 2006.

## Personal
Acreditados:
- Mick Jagger: segunda voz
- Keith Richards: voz principal, guitarra acústica, guitarra slide
- Bill Wyman: bajo
- Charlie Watts: batería
- Nicky Hopkins: piano
- Watts Street Gospel Choir: coros

## Versiones de otros artistas
- Los cantantes de folk Joan Báez y Judy Collins grabaron cada uno versiones de la canción (en 1971 y 1975, respectivamente). Báez incluyó la canción en su set durante su actuación de octubre de 2011 para los manifestantes de Occupy Wall Street en Manhattan.
- Rotary Connection hizo un cover de la canción para su álbum Songs (1969).
- El músico de reggae jamaicano Dandy Livingstone versionó a la canción en 1971.[8]
- Una versión soul fue grabada por Johnny Adams para su álbum From the heart (1984).
- La cantante de blues Bettye LaVette cubrió la canción en su álbum Interpretations: The British Songbook (2010)
- Los Stones, como fanes del grupo góspel The Fantastic Violinaires, animaron al grupo a grabar «Salt of the Earth». Lohicieron en 1969 con el sello discográfico Checker. La canción se puede escuchar en YouTube.